# یواس‌اس بارون دکالب (۱۸۶۱)
یواس‌اس بارون دکالب (۱۸۶۱) (به انگلیسی: USS Baron DeKalb (1861)) یک کشتی بود که طول آن ۱۷۵ فوت (۵۳ متر) بود. این کشتی در سال ۱۸۶۱ ساخته شد.